# Улица Эдуарда Вильде
Улица Э́дуарда Ви́льде, также Ви́льде те́э (эст. Eduard Vilde tee, Vilde tee) — улица в районе Мустамяэ города Таллина, столицы Эстонии.

## География
Проходит через микрорайон Мустамяэ. Протяжённость — 2258 м. Начинается у перекрёстка улицы Юхана Сютисте и бульвара Сыпрузе. Пересекается с улицей Мустамяэ, улицей Эхитаяте и заканчивается на перекрёстке с улицей Акадеэмия. Сначала она идёт на северо-запад, после пересечения с улицей Мустамяэ — на запад и далее на юго-запад.

## История
Своё название улица получила в 1963 году в честь эстонского писателя Эдуарда Вильде. Недалеко от улицы находится лесопарк Кадака.
Специфика улицы заключается в том, что нумерация её строений начинается с цифры 52, при этом вся улица застроена, и свободной площади для домов с нумерацией меньше цифры 52 не имеется.

## Общественный транспорт
По улице курсируют городские автобусы маршрутов № 9, 10, 13, 20, 20А, 24, 37, 61 и троллейбусы маршрутов № 1 и 5.

## Застройка
Застроена в основном 5-этажными и 9-этажными панельными жилыми домами, возведёнными в 1966—1972 годах (серии 111-121).

## Учреждения и предприятия

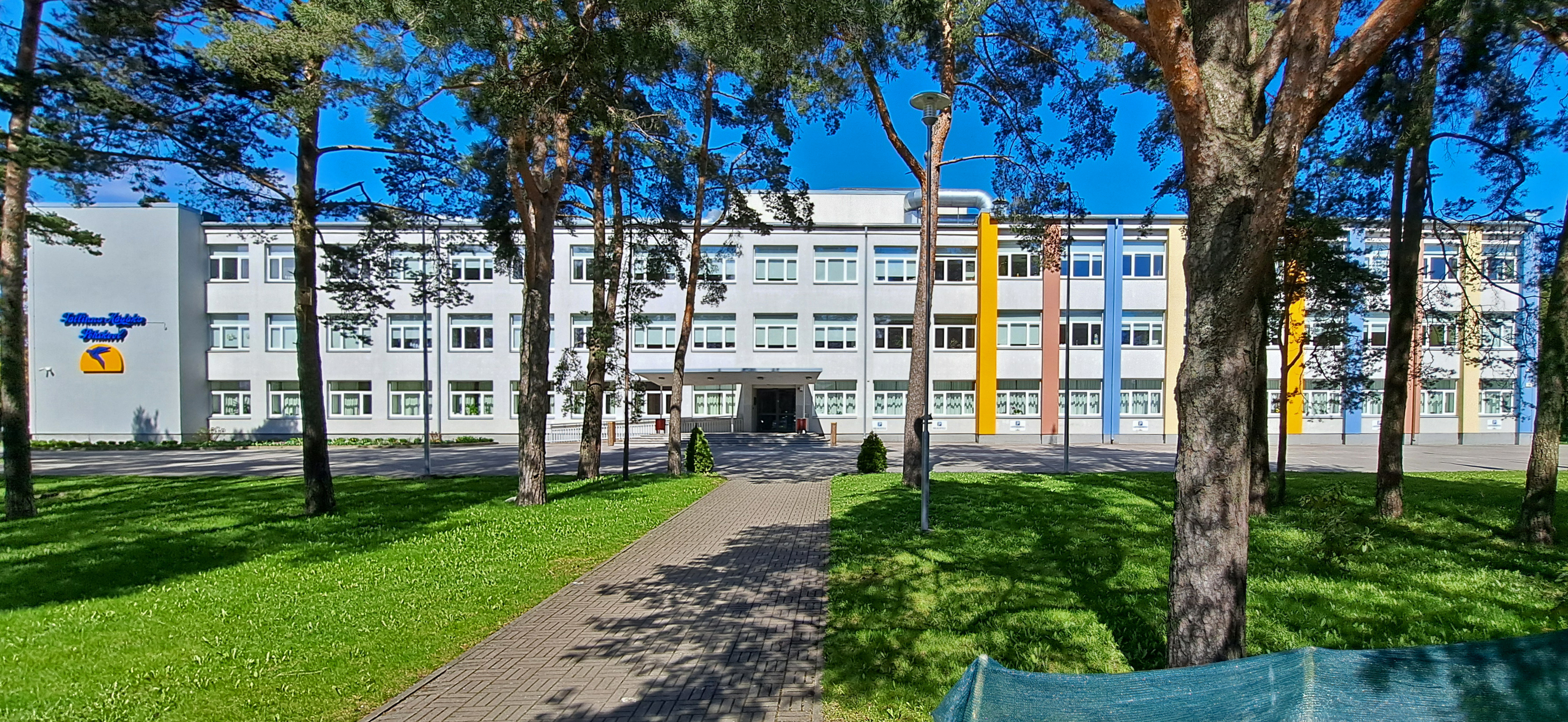
Дом 120, Основная школа Кадака

- Vilde tee 54 — Мустамяэский дом детского творчества;
- Vilde tee 62 — Таллинская гимназия Арте (бывшая 49-я школа);
- Vilde tee 64 — Таллинская Мустамяэская реальная гимназия (бывшая 51-я средняя школа);
- Vilde tee 69 — Таллинская 37-я средняя школа;
- Vilde tee 72 — библиотека «Кяннукукке»;
- Vilde tee 72 — частная школа Еврогимназия;
- Vilde tee 75 — супермаркет «Maxima XX» (бывший торговый центр ABC-5);
- Vilde tee 91a — рынок «Сольнок»;
- Vilde tee 101 — магазин торговой сети Comarket[эст.];
- Vilde tee 118 — управа района Мустамяэ;
- Vilde tee 118 — культурный центр «Кая» (бывший кинотеатр «Кая»);
- Vilde tee 120 — Основная школа Кадака, одна из крупнейших школ для детей с особыми потребностями в Эстонии[8];
- Vilde tee 124 — магазин торговой сети «Maxima»

Улица Эдуарда Вильде
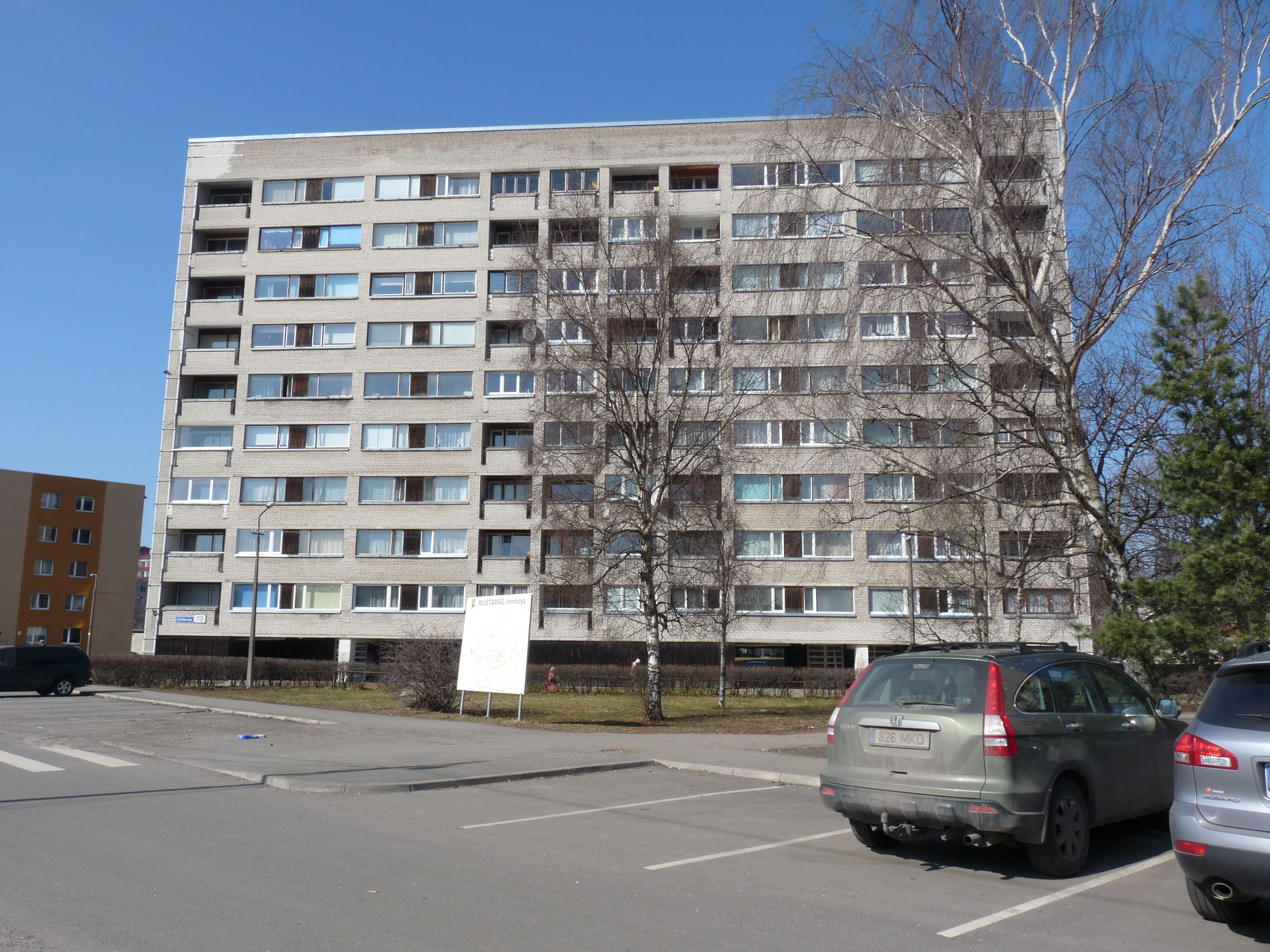
Дом 70
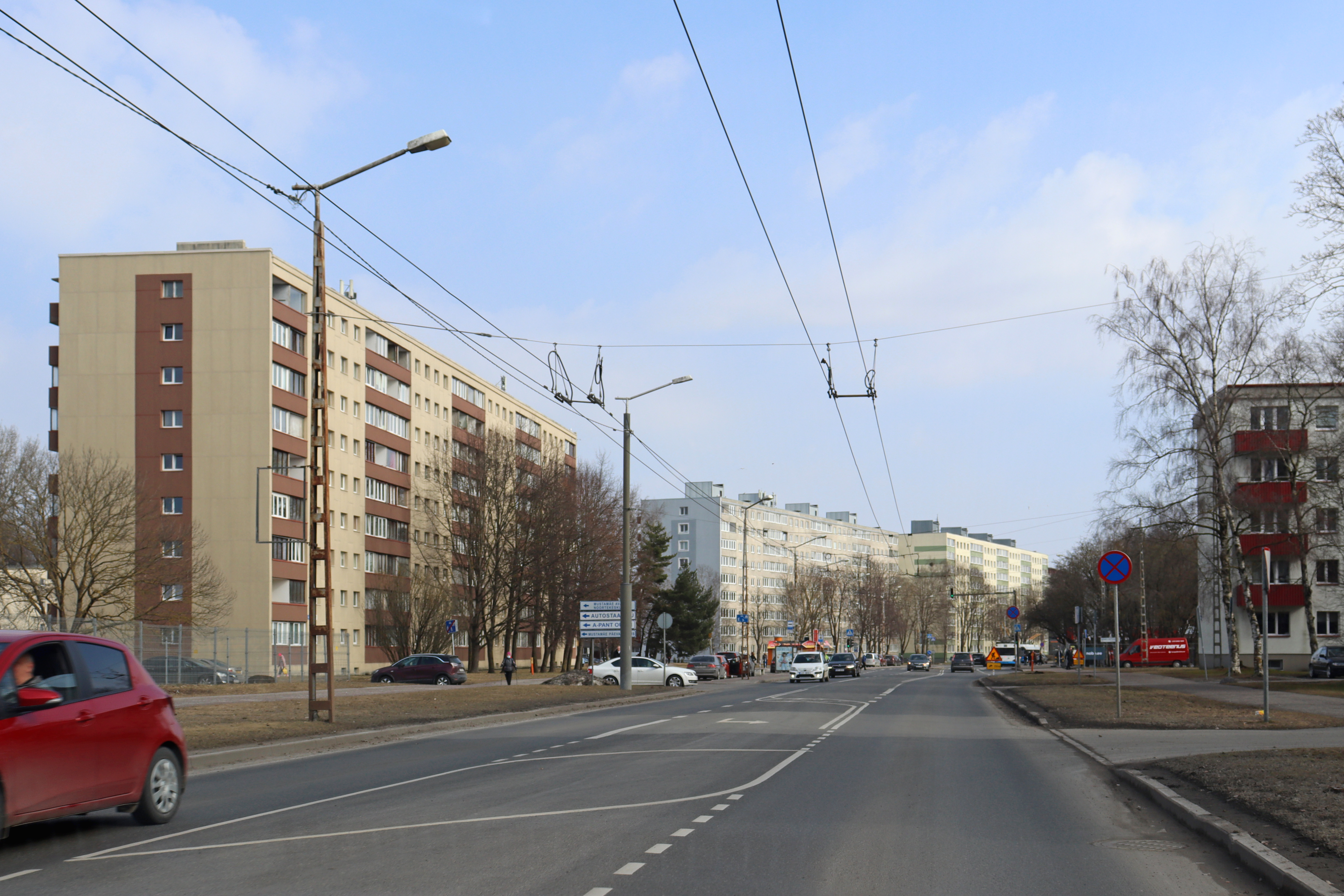
Дома 92, 84, 82 (слева) и 105 (справа)
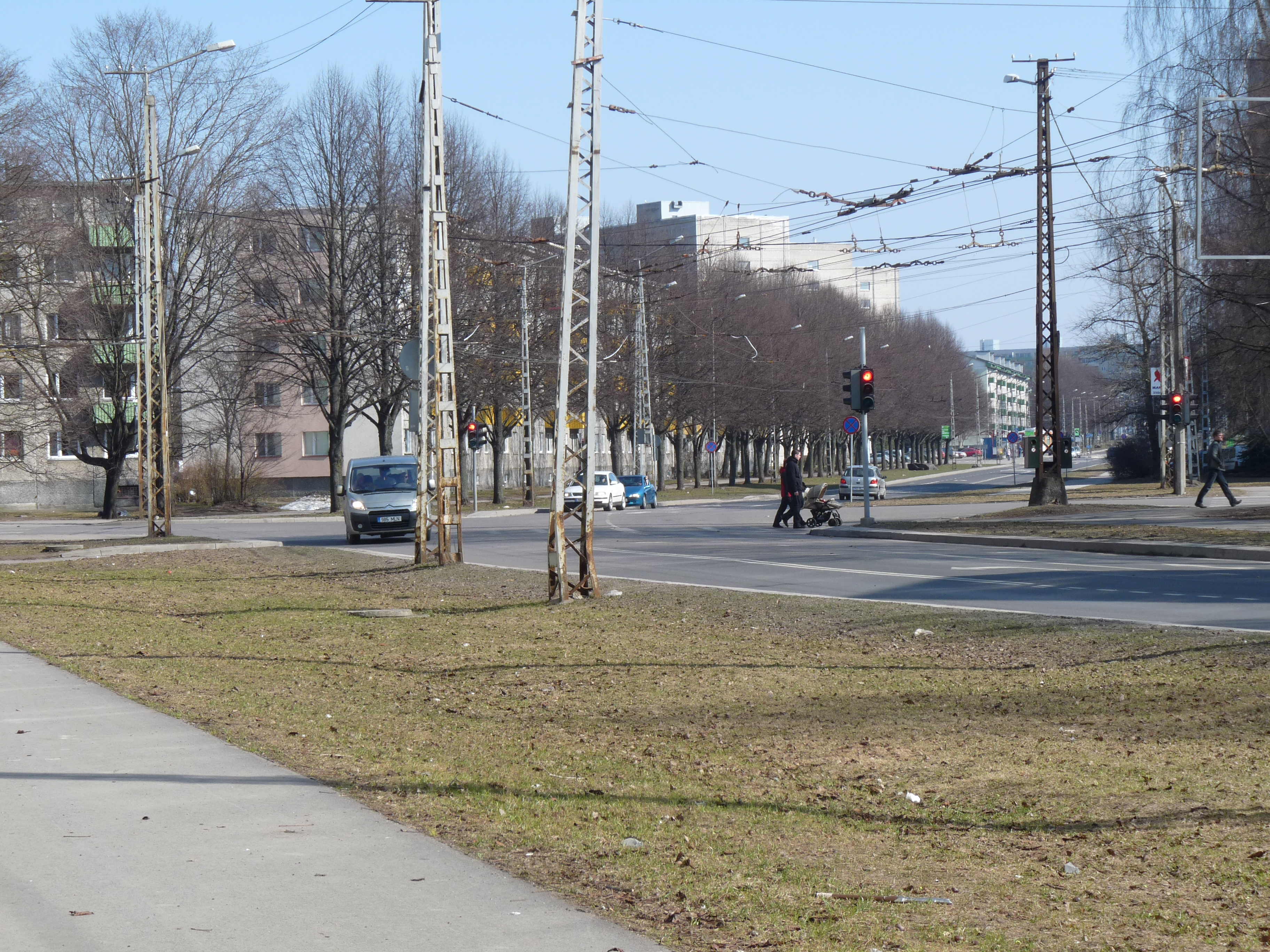
Перекрёсток улиц Мустамяэ и Э. Вильде
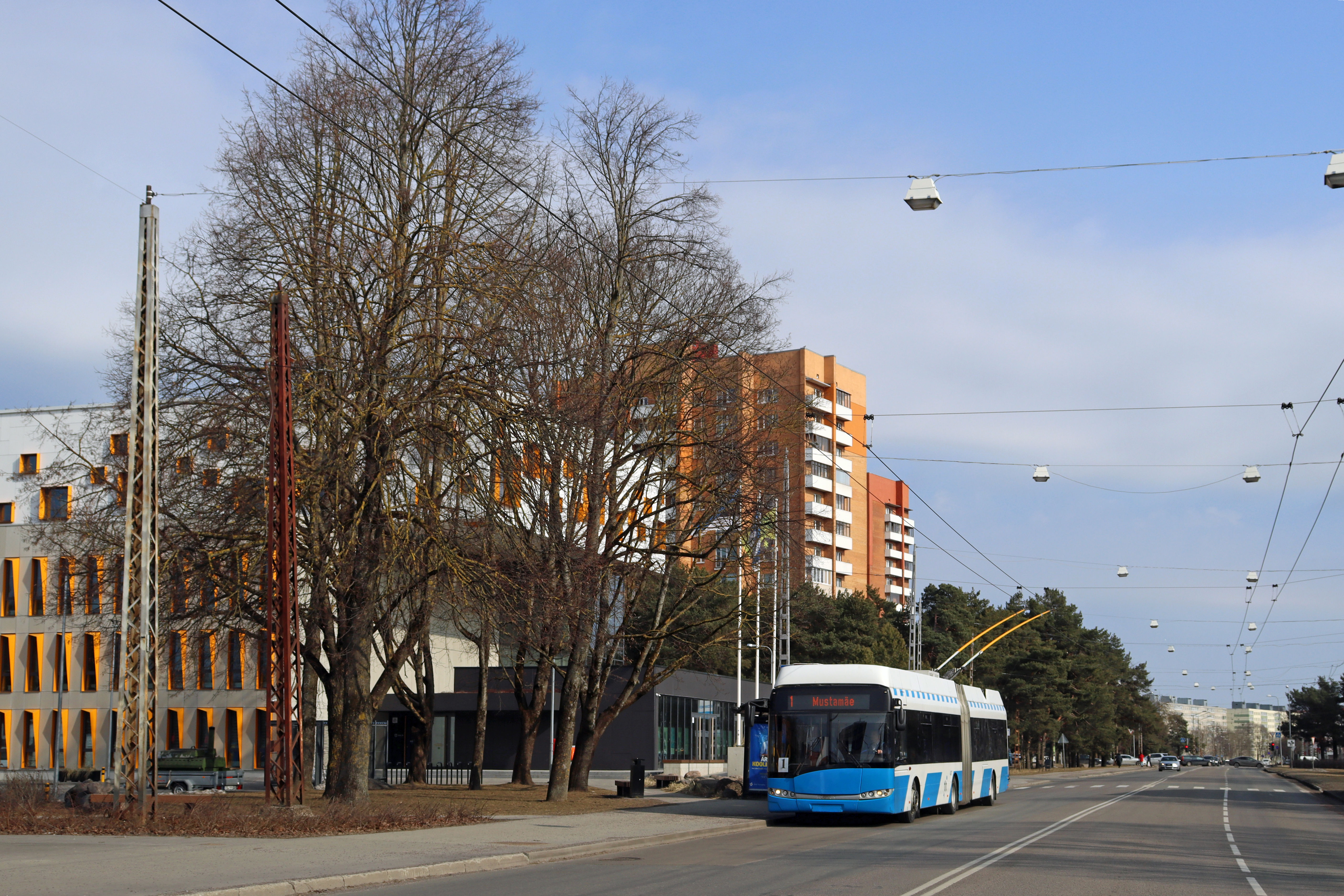
Культурный центр «Кая»